# سيبيلا (نبية)

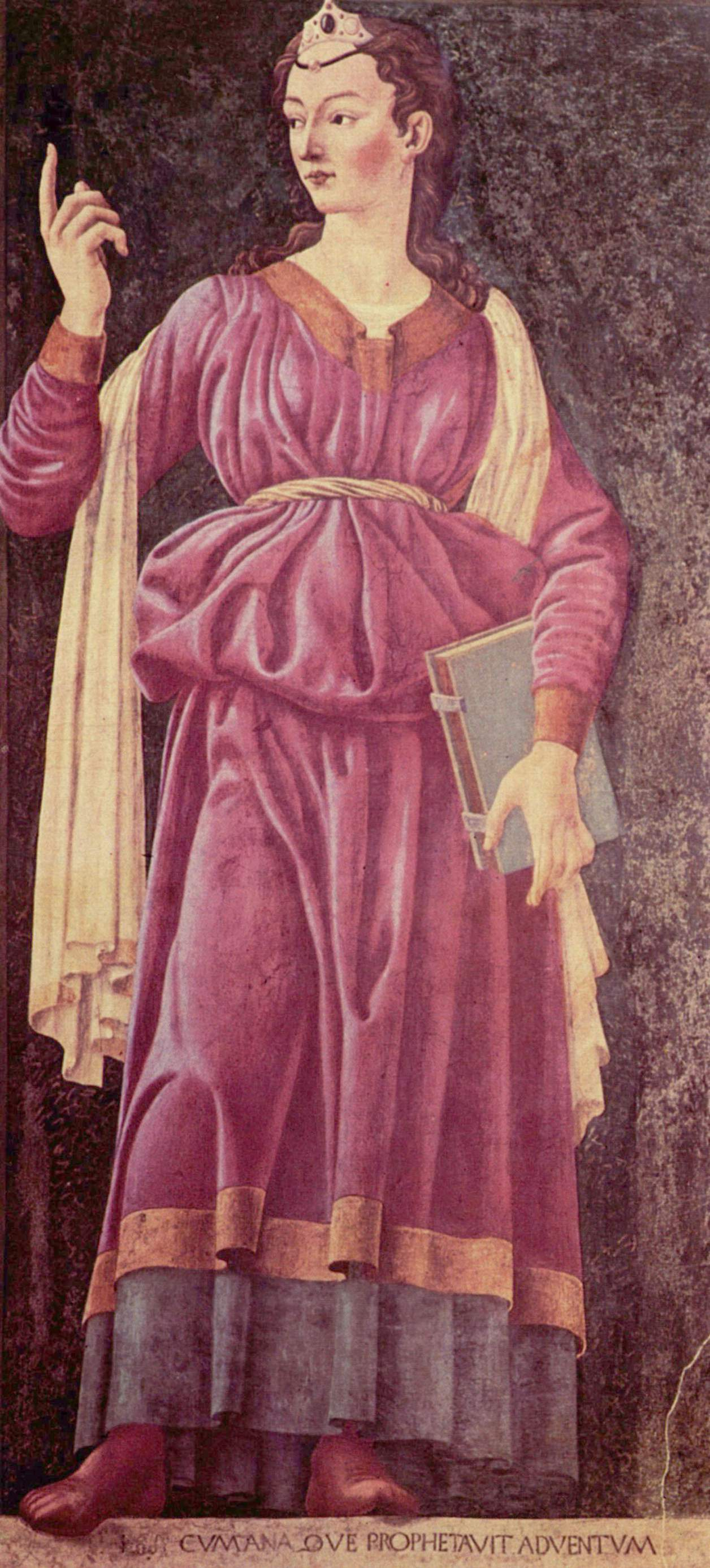
أندريا ديل كاستانيو: سيبلا الكومايية ، حوالي عام 1450

سيبلا (باليونانية: σίβυλλα)‏ هي نبية، وفقًا للأسطورة، وعلى عكس الرَّائين الملهمين إلاهيًا الآخرين، تتنبأ في الأصل بالمستقبل دون أن يُطلب منها ذلك، وكما هو الحال مع العديد من النبوءات الأخرى، عادة ما يكون التنبؤ غامضًا، وأحيانًا في شكل لغز.

## أصلسيبلا

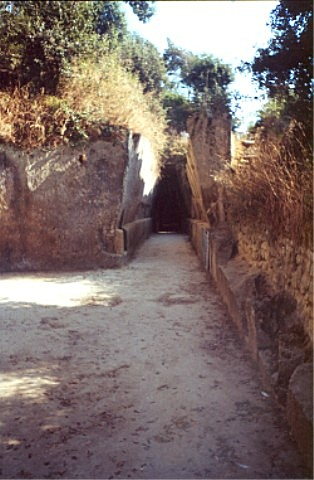
مدخل غار سيبيلا في كوماي

قد تكمن الأصول القديمة لسيبيلا في الشرق، حيث يُمكن العثور على جذور تقديسها في آسيا الصغرى ضمن منطقة العبادات السرية للإلهات "أم الأرض" مثل كوبيلي. يبدو أنه من خلال الاحتكاك بأشكال نشوة النبوءة الشرقية القديمة، تطور على مر الزمن فهم سيبيلا باعتبارها نبية، أو نظيرة أنثوية للنبي. غالبًا ما يظهر ارتباط سيبيلا الأصلي بآلهة الأرض من خلال مكان الإقامة المنسوب إليها، سواء كان على صخرة أو شق صخري أو في كهف، والذي يُعرف بغار سيبيلا.
قد يكون وراء شخصية سيبيلا النبية شخصية تاريخية، لكن وجودها التاريخي (فقط) غير مثبت. ومع تزايد شعبية نبوءات سيبيلا في العصور القديمة، ادعت عدة أماكن أنها الموقع الحقيقي والأصلي (تيمينوس) لغار سيبيلا، ومن أبرز هذه الأماكن إريثراي وماربيسوس. سعت التقاليد الأدبية اللاحقة إلى التمييز بين هذه السيبيلات المختلفة وتسميتها. لاحقًا، أصبح اسم "سيبيلا" أكثر عمومية، ليشير إلى نبيات الأسرار في العصور القديمة. وما هو مهم لفهم سيبيلا، هو أنه على عكس العرافة، ينبغي أن تُقدَّم نبوءتها في حالة من النشوة، ويمكن أيضًا ملاحظة ارتباط بفهم حالة كاساندرا.
توجد نوعان من غيران سيبيلا التي خضعت للفحص الأثري، رغم أنهما حديثتا العهد نسبيًا ويعود تاريخهما إلى العصر الروماني. يمكن اليوم زيارة غيران سيبيلا في كوماي بالقرب من نابولي. وفي موقع العرافة في دلفي باليونان، خارج المعبد ومقر العرافة، توجد صخرة تُعرف باسم "صخرة سيبيلا"، قد تكون رمزًا على حرم قديم سبق عهد العرافة.

## سيبيلات العصور القديمة

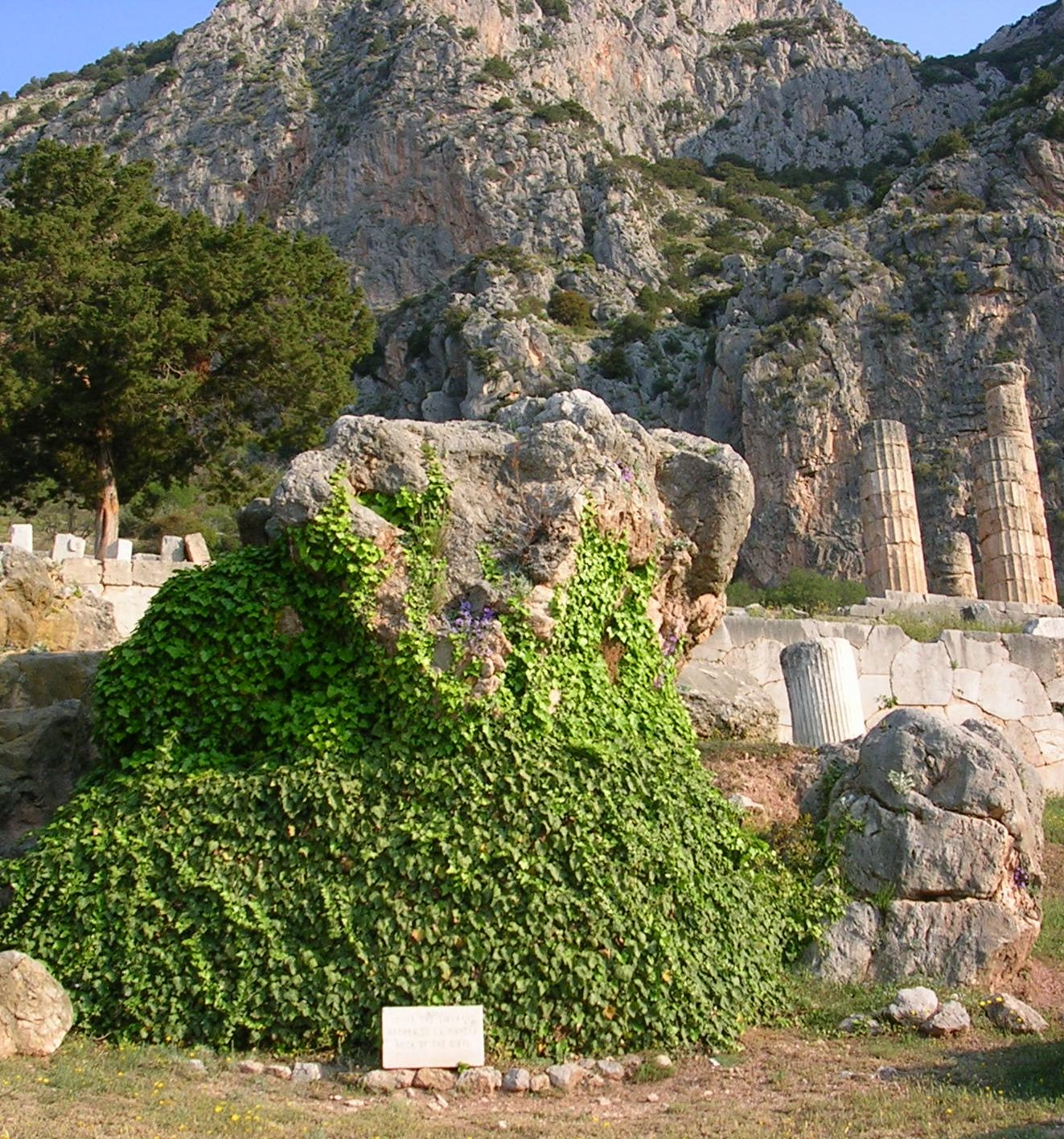
صخرة سيبيلا، بحسب الكاتب القديم بوسانياس، مكان نبوءات سيبيلا الدلفية

### السيبيلات اليونانية في العصور القديمة
ربما لم تكن نبوءات السيبيلات معروفة في اليونان القديمة في البداية؛ إذ يصف هوميروس العرافين والرائين دون ذكر لسيبيلا. كذلك، لم ترد إشارة إليها قبل القرن الخامس ق.م لدى المؤلفين الآخرين. حُفظ أول وصف مكتوب يمكن التحقق منه لسيبيلا في جزء (Fr. 92) من نص لهيراقليطس. ورد ذكر سيبيلا بصيغة الجمع في أعمال أفلاطون وأرسطفان ويوريبيديس، حيث افترض المؤلفون أن طبيعة سيبيلا كانت معروفة بشكل عام لقراء أعمالهم أو جمهور مسرحياتهم. ويمكن اعتبار هذا دليلًا على انتشار هذا الشكل من النبوة في اليونان القديمة ومستعمراتها منذ ذلك الوقت فصاعدًا، حتى وإن نظر بعض المؤلفين إلى العرافات نظرة انتقاد، كعرافة بيثيا في دلفي. استمر قبول السيبيلات وشعبيتهن في منطقة اللغة الهيلينية حتى القرن الرابع الميلادي، حيث جرى تداول مجموعات من كلماتهن المبهمة غالبًا بين أتباع هذا الشكل من النبوءات - سرًا في الغالب - وتُفسَّر وفقًا لروح العصر.

### الكتب السيبيلية الرومية
احتوى الدين الروماني الأصلي على عناصر من دين الإتروسكي. تطورت الثقافة الإتروسكية بشكل عام بالتوازي مع ثقافة اليونان. اعتمد دينهم على رؤية الكبد (هاروسبكس) وتفسير حركات الطيور (توسم الطير) لتأويل المستقبل. ومع ذلك، أثرت الاتصالات المكثفة في منطقة البحر الأبيض المتوسط على الثقافة الإتروسكية من خلال التقاليد اليونانية.
تطورت في هذه البيئة عبادة رسمية في روما تستند إلى الكتب السيبيلية كأحد أشكال التفسير. ومع ذلك، لا ينبغي مساواة هذه الكتب بالتنبؤات السيبيلية الأخرى في اليونان القديمة. كانت كتب روما عبارة عن مجموعة من الأقوال التقليدية باللغة اليونانية على الوزن السداسي ἑξάμετρον. لذا، لم تُخصص هذه الكتب لحرم سيبيلي ولم تُكرَّم أي من هذه المقامات عند استشارة الكتب بتكليف من مجلس الشيوخ في أوقات الأزمات. لم يبقَ سوى عدد قليل من الفقرات الأصلية من الكتب السيبيلية في كتاب معجزات فليغون تراليلنيسي Φλέγων ὁ Τραλλιανός (القرن الثاني الميلادي)؛ حيث أُحرقت الكتب نفسها سنة 405م.
تلعب نبوءات مسماة سيبيلا دورًا في ميثولوجيا روما؛ إذ وفقًا لما ذكره فيرجيل في الإنيادة، كانت سيبيلا الكومايية هي المرشدة لأينياس في رحلته إلى العالم السفلي بعد وصوله إلى إيطاليا، وهي التي تنبأت بالمستقبل العظيم للمدينة. لذلك، يمكن الافتراض أنه، على الأقل في زمن فيرجيل، قد لعبت شخصية واحدة أو أكثر من السيبيلات دورًا في تصورات المواطنين الرومان. وتجدر الإشارة إلى أنه في عام 204 ق.م، أُدخلت عبادة الإلهة الرومانية ماجنا ماتر إلى روما، وهذه "الأم العظمى" تتوافق مع الإلهة كوبيلي القادمة من فريجيا في آسيا الصغرى، والتي جُلب رمزها، الحجر الأسود، إلى روما في ذلك الوقت.

## السيبيلات في نهاية الإمبراطورية الرومانية

### سيبيلا في المسيحية المبكرة

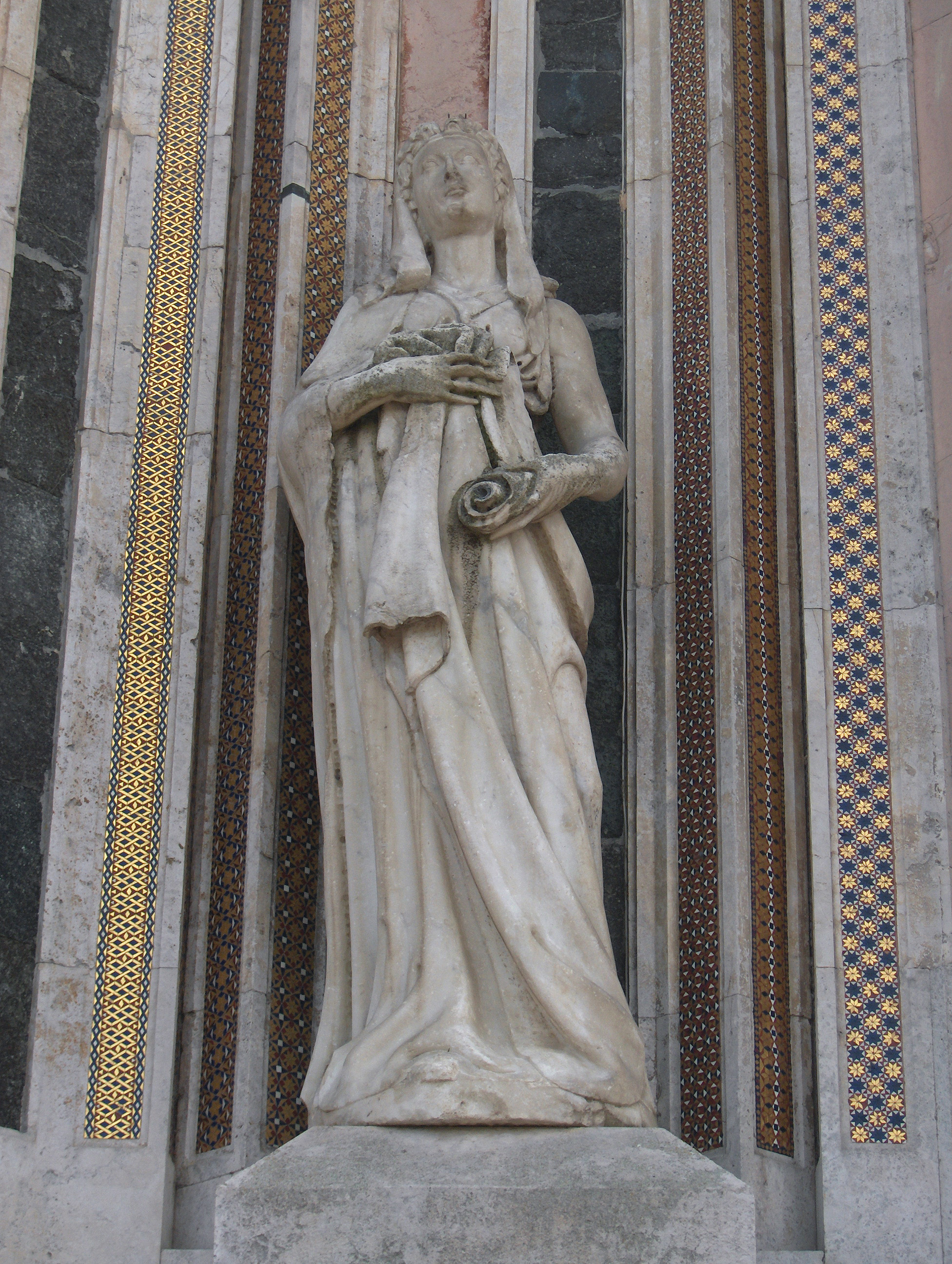
سيبيلا الإريثراية، كاتدرائية أورفيتو ، إيطاليا (1456)

لعبت سيبيلا (أو السيبيلية) في التصورات الدينية للإمبراطورية الرومانية، خاصة في المقاطعات ذات التأثير الثقافي الهيليني أو الشرقي، دورًا مألوفًا كـوسيلة للإله. ولهذا، اضطرت المسيحية المبكرة إلى التعامل مع معناها بالنسبة إلى "المسيحيين الأمميين" الذين لم يكن لديهم معرفة بنبوءات العهد القديم. حلل بعض آباء الكنيسة، مثل أوغسطين، السيبيلية بحثًا عن "كلمات الله" فيها، مما أتاح للسيبيلية أن تجد طريقها إلى التقاليد المسيحية المكتوبة. ونتيجة لهذا التطور، ظلت بعض أجزاء نصوص السيبيلية، التي نشأت في البيئة الهيلينية، متداولة؛ أولاً في المناطق التي فتحها الإسكندر، ثم في البيزنطية. إلا أن النصوص أُعطيت لمسة مسيحية ودُمجت مع التصورات النبوية، مما أدى إلى تطور مفهوم السيبيلية في العصور الوسطى، حيث نُظر إلى السيبيلات، شأنهن شأن الأنبياء، كـمبشِرات بالخلاص، ويمكن العثور على نصوصهن في مكتبات الأديرة آنذاك. من هذه النصوص ظهرت نبؤات سيبيلا، مع أنه لم يعد من الممكن فصل نبوءات سيبيلا الأصلية والمعدلة دون مزيد من التحقيق.

### سيبيلا في اليهودية
انتشرت منذ عام 140 ق.م نصوص مكتوبة باليونانية بين اليهود المطلعين على الثقافة اليونانية، تتحدث عن سيبيلا يهودية كلدانية تُدعى سابا أو سامبثا، التي حُددت كنبية بابلية أو مصرية. استخدمت هذه النصوص وسيلة مألوفة لدى اليونانيين لنشر مفهوم الخلاص المسيحاني خارج المجتمعات اليهودية وتوضيح هذا الاعتقاد. ولاحقًا، أُدرجت أجزاء من هذه النصوص ضمن نبؤات سيبيلا.

## سيبيلات فارو العشرة
ميز المؤرخ روماني من القرن الأول قبل الميلاد فارو في أحد كتبه عشرة سيبيلات، أُعطيت كل واحدة منها لقبًا جغرافيًا وفقًا لمكانها الأصلي المزعوم، على سبيل المثال سيبيلا بيرسيكا ، سيبيلا ليبيكا وما إلى ذلك. لم يبقى كتاب فارو في النص الأصلي، لكن أب الكنيسة لاكتانتيوس أدرجه في كتابه التعليمات الإلهية حسب فارو. ومنه صارت قائمة العرافات هذه مصدرًا مركزيًا لمعرفة عدد العرافات ومعاني اسمائها في الأدب والفن اللاحق. العرافات العشرة التي ذكرها فارو هي:
- سيبيلا الفارسية
- سيبيلا الليبية
- سيبيلا الدلفية
- سيبيلا الاكيميرية
- سيبيلا الإريثراية
- سيبيلا الساموسية
- سيبيلا الكوماية
- سيبيلا الهليسبونتية
- سيبيلا الفريجية
- سيبيلا التيبورتينية

## سيبيلات العصور الوسطى

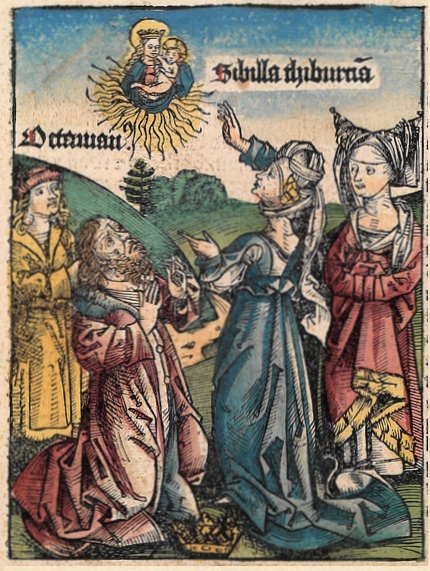
رؤية تيبورتينا ، في: حوليات نورمبرغ

تداول الدارسون في العصور الوسطى نصوص سيبيلات مختلفات التي تحتوي على نبؤات سيبيلا، إذ كان يُفترض أن هذه النصوص تتضمن نبوءات عن نهاية العالم. وبرزت شخصية سيبيلا الإريثراية، التي ذكرها أوغسطينوس أيضًا، من خلال كلماتها في ترنيمة يوم الغضب عن "يوم القيامة" (باللاتينية dies Irae). كما انتشرت أساطير حول الرؤى المسيحية لسيبيلا التيبورتينية أو سيبيلات أخرى، وتمثلت تصويريًا في الكنائس القوطية وظهرت لاحقًا في كتب العمارة والسجلات العالمية الشعبية، مثل حوليات نورمبرغ الصادرة عام 1493م، مما حافظ على شعبية السيبيلات لفترة طويلة.
أُضيفت في أواخر العصور الوسطى سيبيلاتين أخريين أحيانًا إلى السيبيلات العشرة التي ذكرها لاكتانتيوس، وذلك لمساواة عددهم بعدد ما يُعرف بالأنبياء الاثني عشر الصغار في العهد القديم، وهما سيبيلا الأغريبيناية وسيبيلا الأوروبية.

## تمثيلات سيبيلا في الفن

### تصوير سيبيلا في عصر النهضة والحقبة الحديثة المبكرة الإيطالية

عرافات مايكل أنجلو في كنيسة سيستينا
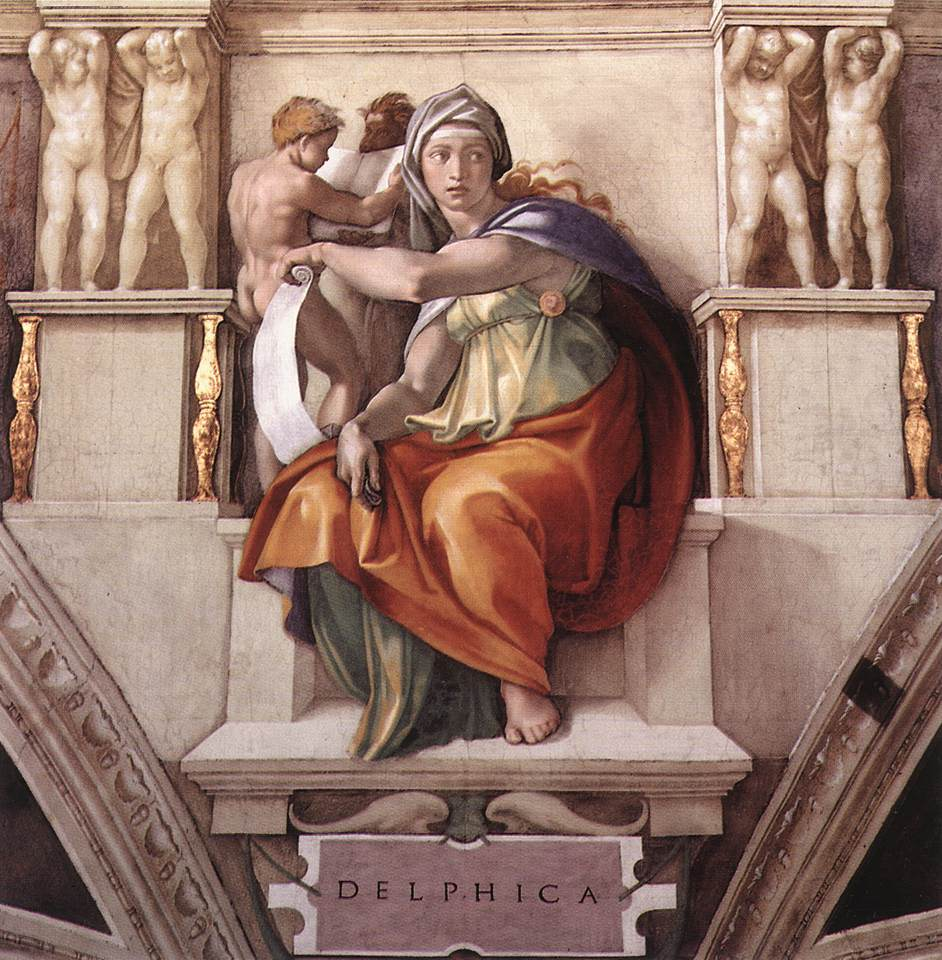
سيبيلا الدلفية
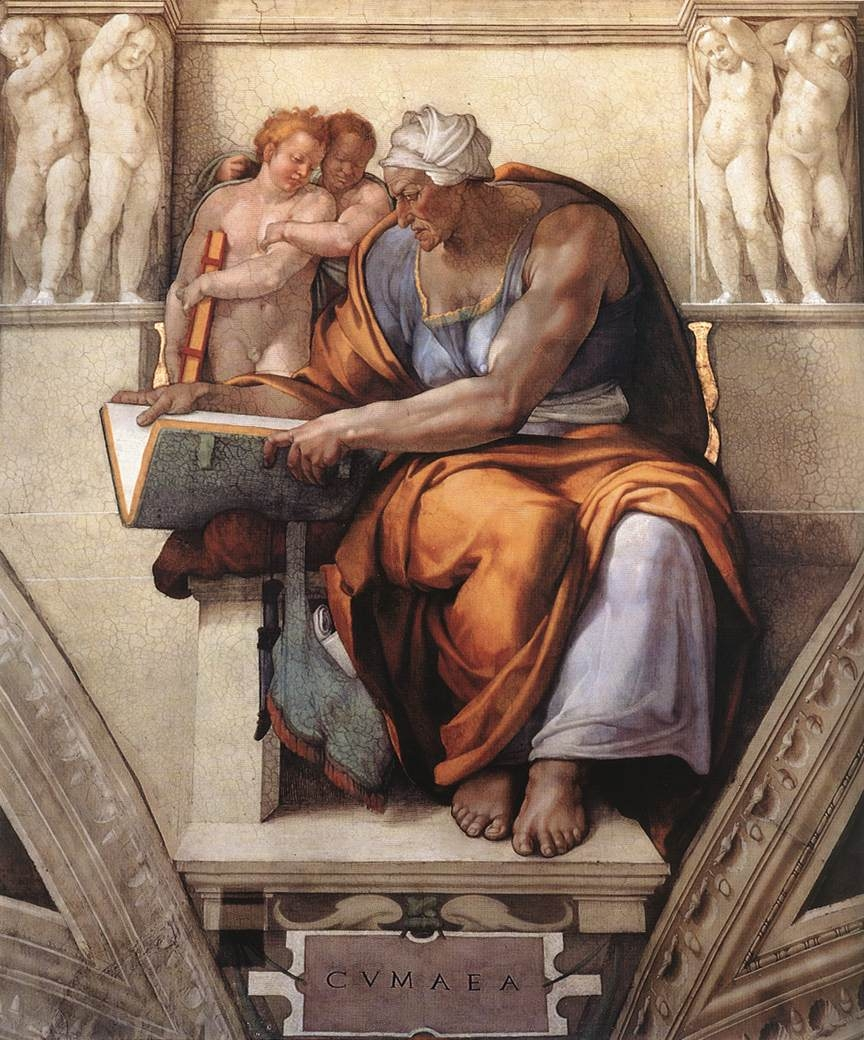
سيبيلا الكوماية
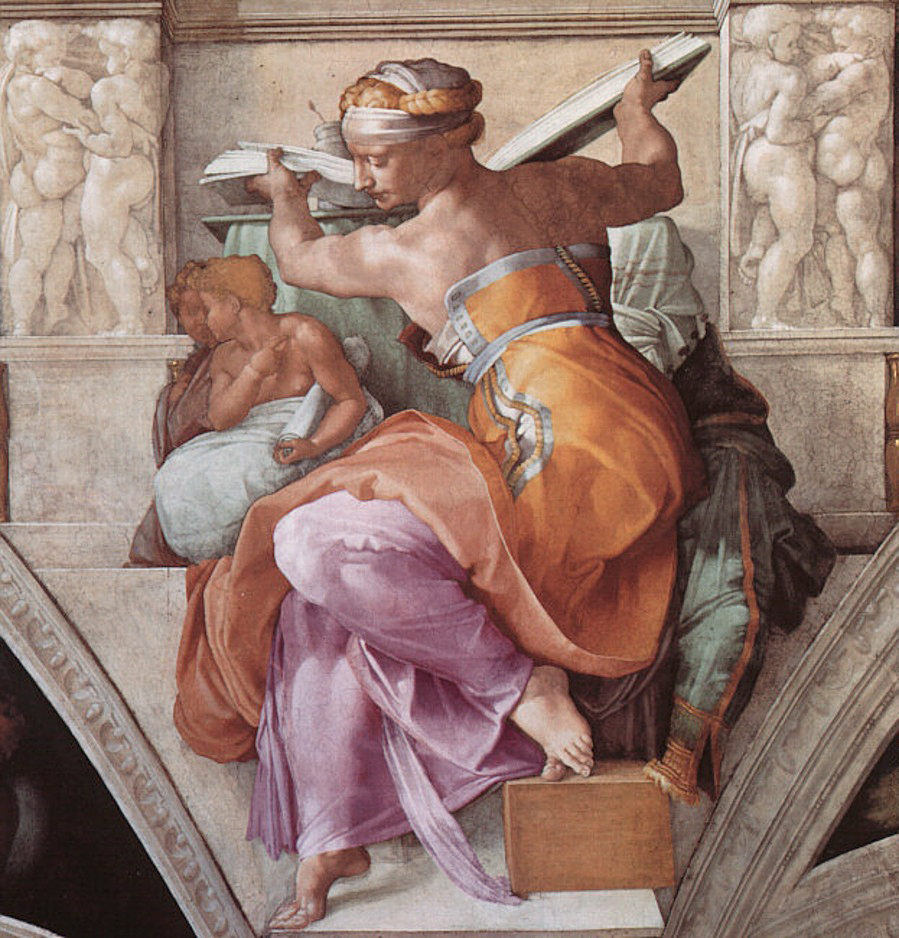
سيبيلا الليبية
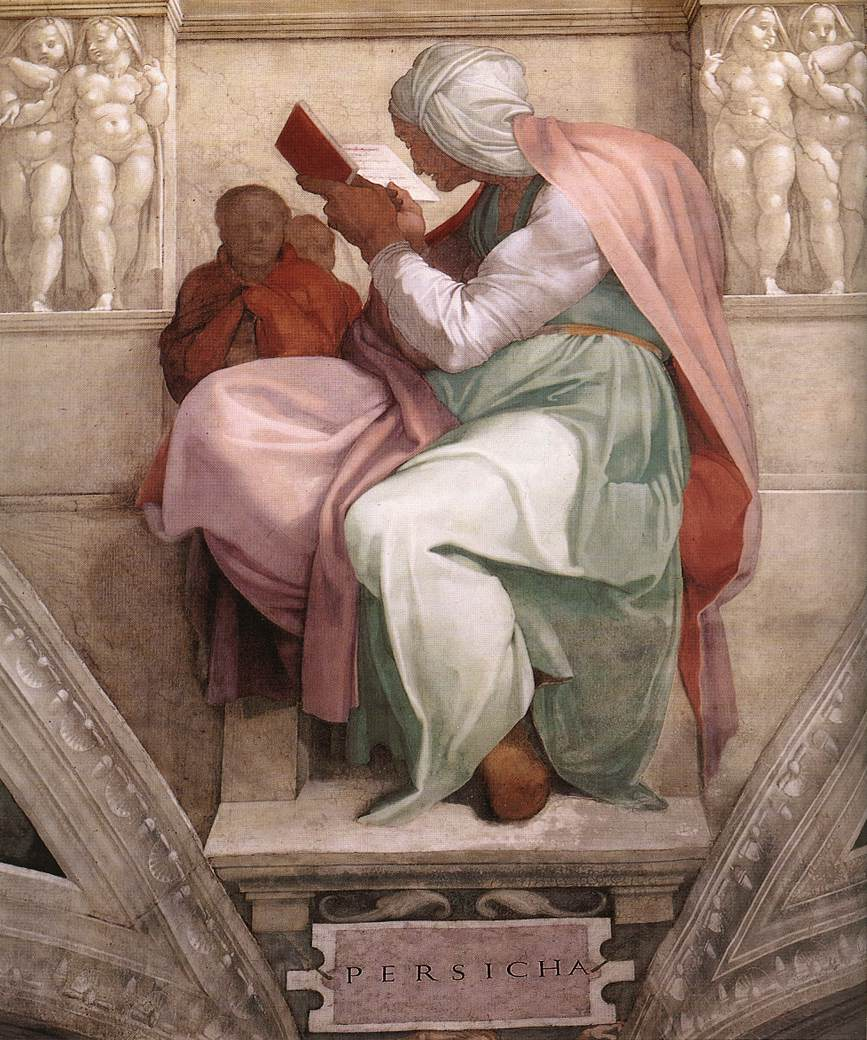
سيبيلا الفارسية
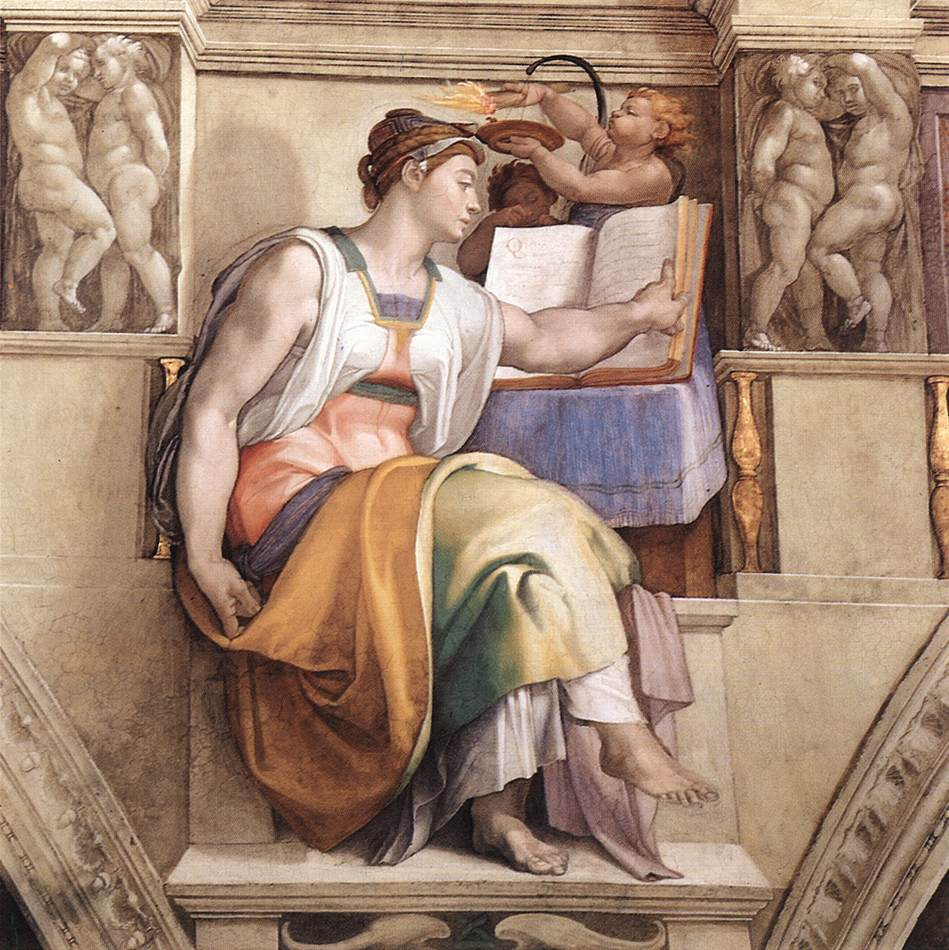
سيبيلا  الإريثراية

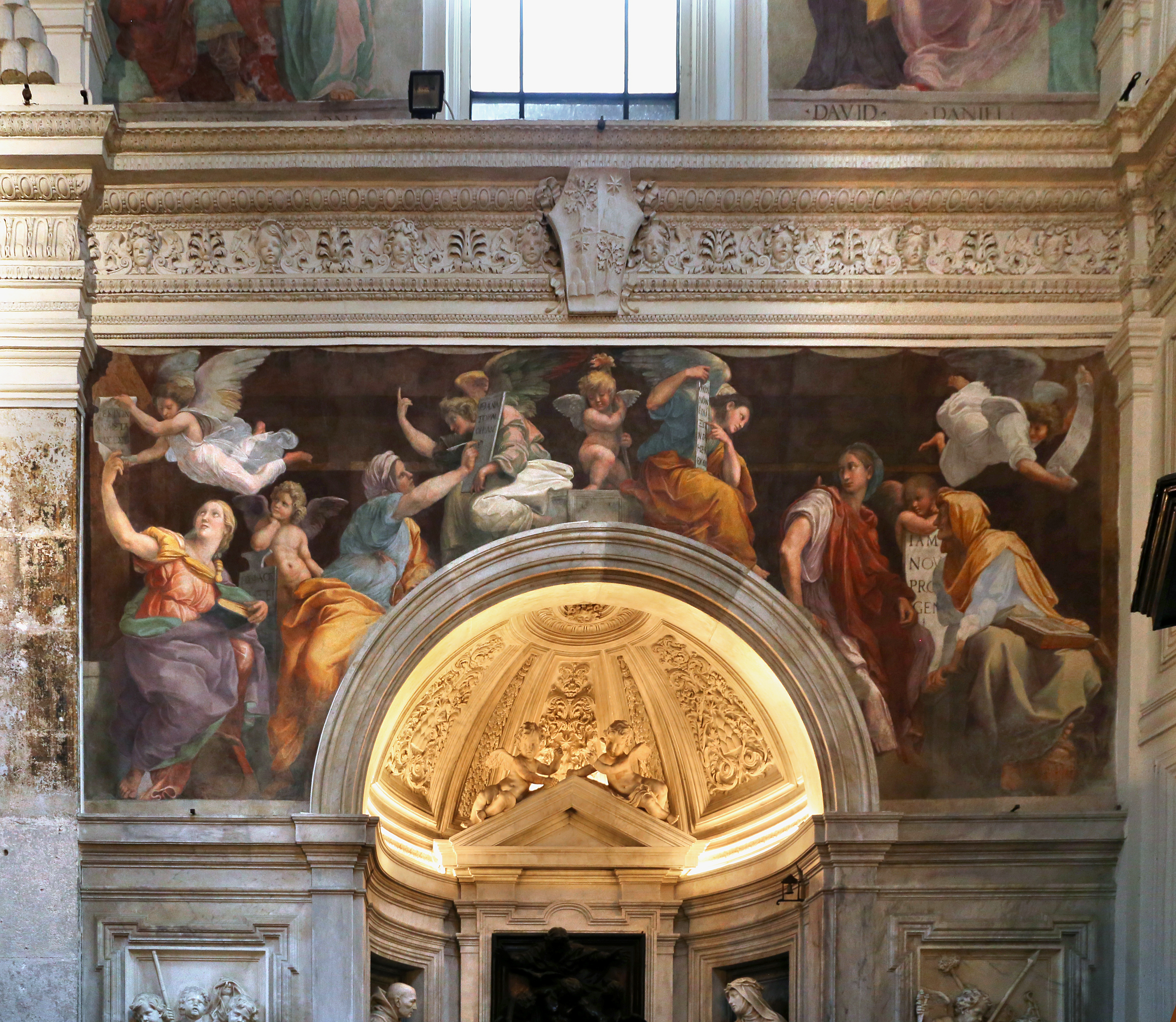
لوحة رافائيل الجدارية لسيبيلا في كنيسة سانتا ماريا ديلا بيس

أشهر تصوير لسيبيلا رسمها مايكل أنجلو وهي موجودة في اللوحات الجدارية لسقف كنيسة سيستينا التي يعود تاريخها إلى عام 1512م، فبالإضافة إلى سبعة أنبياء، تم تصوير خمسة سيبيلات أيضًا. وانتشرت صور مماثلة على نطاق واسع في عصر النهضة الإيطالية.

### تمثيلات سيبيلا فيالأديرة الرومانية
يمكن أيضًا العثور على سيبيلا كعنصر في تصويرات "نسب يسوع" على الجدران الخارجية لكنيسة دير سوسيفيتا وغيرها من الكنائس الأرثوذكسية الرومانية في أواخر القرن السادس عشر. ينبغي النظر إلى هذه فيما يتعلق بالتقليد البيزنطي في تفسير النبوءات.

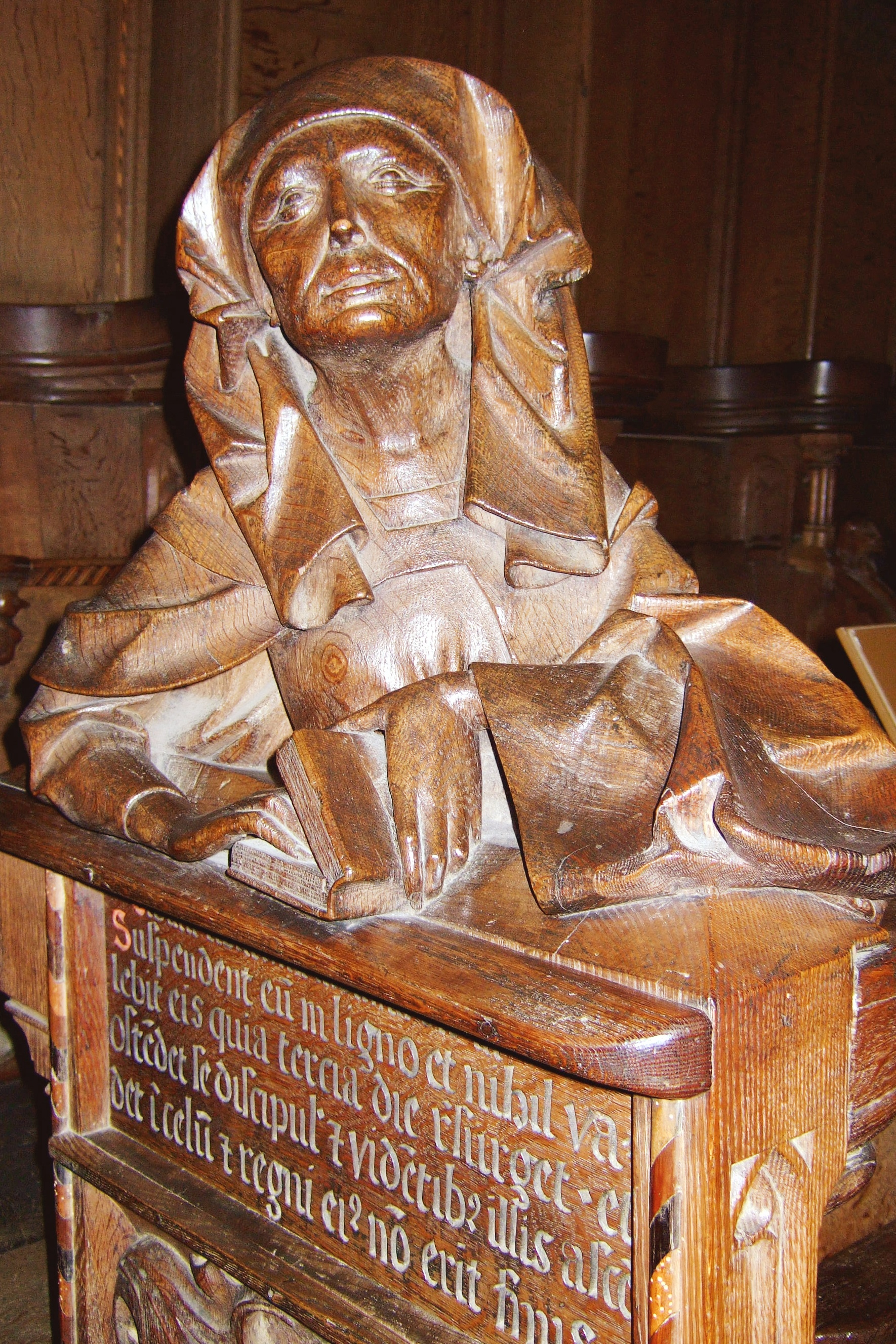
سيبيلا تيبورتين في أكشاك الجوقة في أولم مينستر

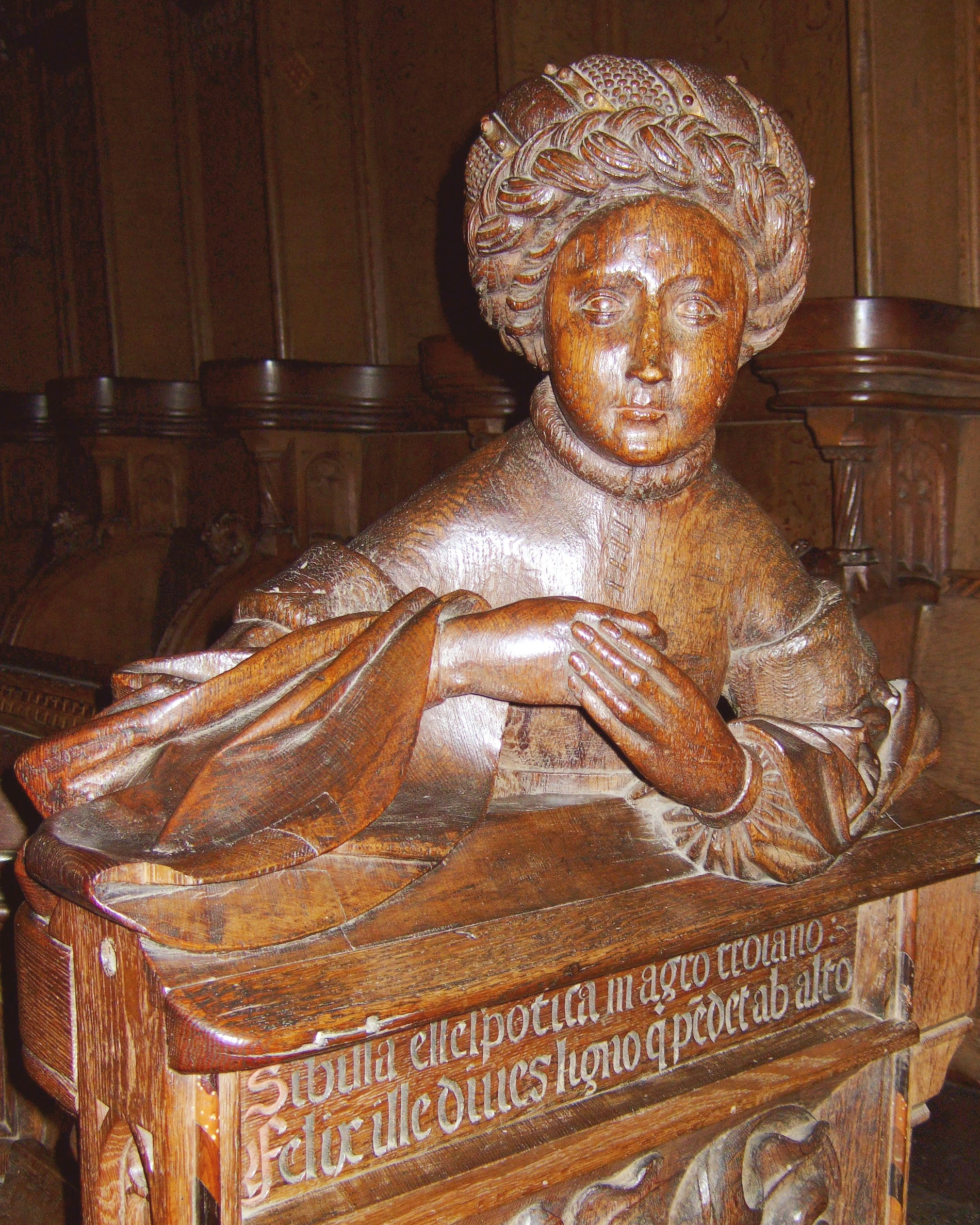
سيبيلا Hellespontic في أكشاك الجوقة في أولم مينستر

ومع ذلك، فإن الموضوع ليس جديدًا إنما موجود بالفعل في العديد من التمثيلات القوطية في إيطاليا وفرنسا وهولندا وبلجيكا، وكذلك في ألمانيا والنمسا.

### تمثيلات العرافة في عصر الباروك

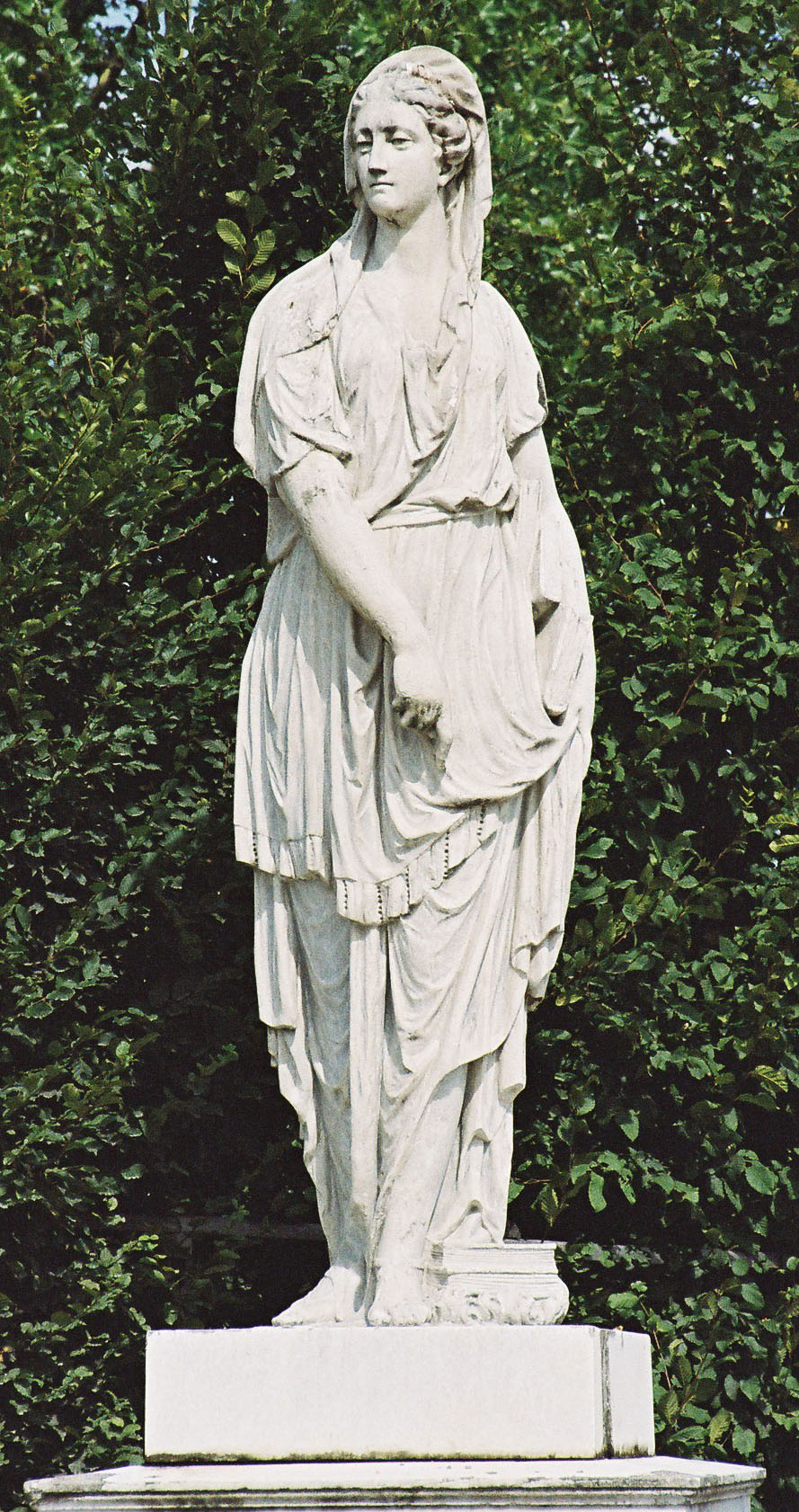
يوهان باير: سيبيلا الكوماية، حوالي ١٧٨٠، قصر شونبرون

حديقة قصر شونبرون : من بين المنحوتات والمنحوتات المحيطة بقصر شونبرون، تقف سيبيلا الكوماية في مصاف الشخصيات (الأسطورية) الأخرى، التي بدأها فينزينز لانغ بين عامي 1773 و1780 بناءً على تصميم يوهان كريستيان فيلهلم باير . تحمل ثلاثة كتب سيبيلية تحت ذراعها.

## هوامش
1. ↑  H. W. Parke: Sibyls and Sibylline Prophecy in Classical Antiquity; Routledge, 1992; ISBN 0-415-07638-2.
2. ↑  Baedeker Reiseführer Griechenland, 2008
3. 1 2  Roland Baumgarten: Heiliges Wort und Heilige Schrift bei den Griechen: Hieroi Logoi und verwandte Erscheinungen (= ScriptOralia. Reihe A, altertumswissenschaftliche Reihe; Bd. 26). Narr, Tübingen 1998, ISBN 3-8233-5420-5. Zugleich Dissertation an der Universität Freiburg (Breisgau), 1994.
4. ↑  Artikel Sibyllen, in: Meyers Großes Konversations-Lexikon Band 18, Leipzig 1909, S. 419.
5. ↑  Des Lucius Caelius Firmianus Lactantius Schriften. Aus dem Lateinischen übersetzt von Aloys Hartl. Bibliothek der Kirchenväter, 1. Reihe, Band 36. München 1919. 5. Kapitel.
6. ↑  I. Neske: Die spätmittelalterliche deutsche Sibyllenweissagung. Untersuchung und Edition (= Göppinger Arbeiten zur Germanistik. Band 438). Kümmerle Verlag, Göppingen 1985, ISBN 3-87452-669-0.
7. ↑  Artikel Sibylle; in: Peter W. Hartmann: Das grosse Kunstlexikon; [Sersheim]: Hartmann, 1997; ISBN 3-9500612-0-7